# Prémio Tezuka
O Prémio Tezuka (手塚賞, Tezuka Shō) foi um prémio semestral de manga que era atribuído pela editora japonesa Shueisha desde 1971, sob o patrocínio da sua revista Weekly Shōnen Jump. Era entregue aos novos autores de manga na categoria de história. O seu galardão homólogo Prémio Akatsuka, é atribuído aos novos artistas de manga na categoria cómica. O prémio recebeu este nome, em homenagem ao autor pioneiro de mangas Osamu Tezuka, cuja designação era cultivar os novos artistas. O valor do prémio da melhor obra era de dois milhões de ienes, e para uma posição menor, cuja obra fosse digna, era de um milhão de ienes. O prémio também incluia o terceiro lugar para os competidores com menções honrosas, com um valor de meio milhão de ienes.

## Comité de seleção

### Júris
- Osamu Tezuka (1971-1988)
- Fujio Akatsuka (1989-2008)

### Membros do comité supremo
- Akira Toriyama
- Nobuhiro Watsuki
- Eiichiro Oda
- Kazuki Takahashi
- Masanori Morita
- Masashi Kishimoto
- Hiroyuki Asada
- Takehiko Inoue
- Tezuka Productions

## Destinatários notáveis
- Yoshihiro Takahashi
- Buichi Terasawa
- Masakazu Katsura (em 1980, por Tsubasa, e em 1981, por Tenkousei was Hensousei!?)
- Masanori Morita
- Nobuhiro Watsuki (1987)
- Takehiko Inoue (1988, por Kaede Purple)
- Hiroyuki Takei
- Sakamoto Yuuziro (2003)